# Shrek terzo
Shrek terzo (Shrek the Third) è un film d'animazione del 2007 diretto da Raman Hui e Chris Miller.
Si tratta del terzo capitolo del franchise di Shrek, prodotto della DreamWorks Animation.
Il film è stato presentato in anteprima a Los Angeles il 6 maggio 2007, ed è stato distribuito nelle sale negli Stati Uniti dalla Paramount Pictures il 18 maggio 2007, esattamente sei anni dopo l'uscita del primo film. Il film ha incassato 813 milioni di dollari con un budget di 160 milioni di dollari, diventando il quarto film di maggior incasso del 2007. È stato candidato per il miglior film d'animazione ai Premi BAFTA 2008. È stato l'ultimo film del franchise omonimo ad essere co-prodotto da Pacific Data Images, chiuso nel 2015. Un sequel, Shrek e vissero felici e contenti, è uscito nel maggio 2010.

## Trama
Caduto in disgrazia dopo la morte di sua madre la Fata Madrina sul finire del secondo film, il principe Azzurro si ritrova a recitare in un teatro-ristorante di Molto Molto Lontano inscenando una sua immaginaria lotta contro Shrek; dopo aver fatto una pessima figura ed essere stato deriso dagli avventori, si ritira amareggiato in strada a piangere la madre defunta, promettendo che un giorno riuscirà a riprendersi il regno che l'orco gli ha tolto.
A palazzo, intanto, re Harold – ritornato ranocchio sul finale del secondo film – è molto malato e non può pertanto esercitare le sue funzioni: tocca perciò a Shrek e Fiona presiedere agli incarichi governativi, ma a causa della sua inesperienza l’orco ottiene solo risultati disastrosi e preferirebbe tornare alla tranquillità della sua palude. Dopo l’ennesimo disastro (la devastazione della sala da ballo del castello, causata da una reazione a catena partita da un bottone staccatosi dal succinto abito di Shrek) l’orco si stanca ed esprime a Fiona il proprio desiderio di tornare alla palude; tutto però prende una piega drammatica quando la famiglia reale al completo raggiunge re Harold, ormai morente: dopo aver dato le ultime raccomandazioni a Lillian, dichiara a Shrek che, qualora lui e Fiona, ormai legittimi eredi, non volessero diventare i nuovi regnanti, potrebbero lasciare il posto di sovrano ad Arthur Pendragon, cugino paterno della principessa. Poco dopo aver pronunciato queste parole, il re ranocchio esala l’ultimo respiro e muore. Mentre a palazzo si svolgono i funerali del sovrano, ai quali partecipa tutta la famiglia reale, Azzurro decide di mettere in atto il suo piano e si reca alla locanda La mela avvelenata, dove si riuniscono tutti i cattivi delle favole, emarginati per via del ruolo che rivestono. Facendo leva sui loro sentimenti e promettendo loro vendetta contro i protagonisti, li convince ad unirsi alla sua conquista del regno di Molto Molto Lontano.
Non sentendosela di regnare a causa della sua insofferenza per la vita di corte e alla sua inadeguatezza per il ruolo di sovrano, Shrek parte con Ciuchino ed il Gatto con gli Stivali per cercare Arthur e portarlo a Molto Molto Lontano. In procinto di partire, Fiona rivela al marito di essere incinta e che quindi lui diventerà padre; la cosa però non lo entusiasma molto, anzi fa sentire l'orco malissimo e stressato dato che non si sente pronto a diventare genitore. Dopo un lungo viaggio, i tre giungono su una nave a Worcestershire, una fortezza affacciata sul mare che ospita un liceo in stile medievale, dove trovano Arthur, detto Artie, un ragazzo poco più che adolescente sbeffeggiato e considerato da tutto il campus un fallito. Nonostante ciò lo portano comunque via, comunicandogli che è destinato a diventare re di Molto Molto Lontano; Shrek inoltre, per convincerlo ad accettare, mente al giovane dicendogli che è l'unico erede.
Nel regno, intanto, la regina Lillian e le amiche di Fiona Cenerentola, Biancaneve, Raperonzolo, la Bella Addormentata e Doris (una delle due sorellastre di Cenerentola) stanno festeggiando la sua gravidanza. La giornata di festa viene interrotta dall'attacco dei cattivi delle fiabe che, guidati da Azzurro, conquistano e saccheggiano la città. Fiona, le sue amiche e la regina Lillian riescono a nascondersi dagli invasori tramite un passaggio segreto mentre gli amici di Shrek cercano di depistare Azzurro e i suoi alleati: uno dei porcellini si lascia però sfuggire per sbaglio che l'orco è andato a cercare Arthur, legittimo erede al trono del regno dopo Shrek stesso. Il principe invia Capitan Uncino e la sua ciurma ad uccidere il ragazzo, ordinandogli di catturare il protagonista vivo per portarlo a Molto Molto Lontano in quanto vuole giustiziarlo personalmente.
Nel viaggio di ritorno verso il regno, Arthur si entusiasma all'idea di diventare il nuovo re, ma il Gatto e Ciuchino si lasciano sfuggire qualche parola di troppo sulle responsabilità e i rischi che ciò comporta; il ragazzo decide allora di fare ritorno al liceo, tuttavia Shrek cerca di impedirglielo e ne nasce così un litigio durante il quale il timone finisce per spezzarsi e la nave si schianta sulla costa. Il gruppo raggiunge la casa del mago Merlino, ex insegnante di magia di Arthur, ritiratosi lì in seguito ad un esaurimento nervoso. Shrek cerca di convincerlo a farli arrivare a Molto Molto Lontano, ma il ragazzo non ne vuole sapere di seguirli. Per pacificare gli animi dei due, Merlino li convince a fare un "viaggio nell'anima" osservando le figure nel fumo di un falò. Durante il viaggio mistico, Artie rivela che la mancanza di fiducia in se stesso è dovuta al padre poco premuroso e attento, il quale lo considerava anche lui un fallito già da bambino e che per questo lo aveva abbandonato a Worcestershire. Shrek, impietosito, cerca di consolarlo, dicendogli che anche lui era sempre stato considerato da tutti un mostro, finché non si è reso conto che ciò che importava era quello che lui era veramente, non quello che gli altri pensavano che lui fosse. I due iniziano così ad andare più d'accordo, instaurando un rapporto padre-figlio. Nel frattempo, a Molto Molto Lontano, Fiona, Biancaneve, Cenerentola, la Bella Addormentata, la Regina Lillian e Doris vengono catturate e rinchiuse nelle segrete per il tradimento di Raperonzolo, che era segretamente fidanzata con Azzurro.
Il giorno dopo Shrek e i suoi amici vengono attaccati da Uncino e la sua ciurma di pirati che cercano di uccidere Artie e di catturare l'orco, ma il gruppo riesce a sconfiggere i cattivi e a farli battere in ritirata, non prima che Shrek apprenda che Azzurro si è impadronito di Molto Molto Lontano: Artie convince così Merlino a usare la magia per trasportarli tutti nel regno; l'incantesimo riesce, ma per un effetto collaterale il Gatto e Ciuchino si scambiano di corpo. Shrek e gli altri arrivano in una Molto Molto Lontano devastata dai cattivi: grazie a Pinocchio, costretto a fare spettacoli in una vetrina di un negozio, vengono a sapere che Azzurro sta organizzando una commedia romantica con Raperonzolo nella piazza del castello, nel bel mezzo della quale ucciderà l’antagonista, cioè Shrek, di fronte a tutti i cittadini del regno. Il gruppo quindi lo raggiunge, ma vengono presto scoperti. Quando Azzurro minaccia di uccidere Arthur, l’orco per proteggerlo rivela di averlo condotto lì solo perché prendesse il posto di lui sul trono, dichiarando di non aver mai tenuto a lui e dicendogli di andarsene. I quattro si dividono: Shrek viene condotto nelle segrete del castello in preparazione allo show, Ciuchino e il Gatto vengono imprigionati insieme alle principesse mentre Arthur, deluso e affranto dalle parole dell'orco, si allontana dal palazzo.
Fiona e le altre principesse riescono intanto a liberarsi e, a loro volta, liberano tutti gli altri personaggi delle fiabe. Poco prima di entrare al castello, Gatto e Ciuchino incontrano Arthur, ancora arrabbiato con Shrek, intento ad andare via da Molto Molto Lontano. I due, dopo molta fatica, riescono a convincere il ragazzo che l’orco aveva detto quelle cose ad Azzurro solo per proteggerlo. Il gruppo raggiunge la piazza del castello quando lo spettacolo del principe è in pieno svolgimento, nel momento in cui Shrek, incatenato, appare sulla scena. Proprio mentre Azzurro sta per ucciderlo con la sua spada, irrompono sul palco Fiona e gli altri, i quali fermano il principe, ma questi, che aveva previsto l'intrusione, con un cenno chiama i suoi alleati a imprigionare gli amici di Shrek, preparandosi a giustiziare l'orco. Proprio in quell'istante spunta fuori Arthur che, ricordando ciò che il protagonista gli aveva fatto capire, si rivolge direttamente ai presenti, soprattutto ai cattivi, dichiarando che anche se tutti ti odiano, la cosa più importante è quello che tu credi davvero di essere e che essere quello che gli altri vogliono che tu sia è sbagliato: dunque anche i cattivi non devono essere così solo perché tutti li considerano tali.
Tutti i malvagi delle favole così si redimono e liberano gli amici di Shrek. Azzurro però non si arrende e attacca Arthur armato di spada, ma il giovane viene difeso dall'orco, che viene apparentemente ferito a morte dalla spada del principe; a sorpresa però si rialza, avendo fatto finta di essere stato colpito e disarma Azzurro. Quest'ultimo viene infine sconfitto dalla Draghessa, che fa cadere su di lui la torre del palcoscenico e la corona che aveva in testa rimbalza ai piedi di Arthur il quale, avendo imparato a credere in sé stesso grazie a Shrek, accetta di diventare re. Questo evento porterà pace e felicità in tutto il regno, mentre Gatto e Ciuchino riprendono i propri corpi grazie a Merlino, trasportatosi lì nel pubblico.
Shrek e Fiona possono finalmente ritornare alla loro tranquilla e amata palude: avendo capito grazie all'esperienza con Artie cosa significa essere padre, l'orco supera la sua paura e 9 mesi dopo diventa papà di tre piccoli e adorabili orchetti.

## Colonna sonora
Nella colonna sonora del film è presente la canzone Do You Remember Rock 'n' Roll Radio? della band punk Ramones e Joker and the Thief dei Wolfmother; 9 Crimes di Damien Rice (quando Shrek viene incatenato) e Immigrant Song dei Led Zeppelin (quando Biancaneve aizza gli animali contro gli alberi parlanti).
La celebre Live and Let Die di Paul McCartney viene cantata da un gruppo di ranocchi nella scena del funerale del re. I ranocchi rimandano ad un'altra canzone di Paul McCartney, We All Stand Together. La colonna sonora è stata pubblicata su etichetta Geffen Records.

## Promozione
(Tagline del film)

## Distribuzione

### Data di uscita
Il film è uscito nelle sale il 18 maggio 2007 negli Stati Uniti, mentre in Italia è uscito il 31 agosto 2007 con l'anteprima nazionale svolta in molte sale il 22 agosto 2007.

### Doppiaggio italiano
Anche nella versione italiana del terzo film è lo stesso Antonio Banderas a dare la voce al Gatto con gli stivali, mentre nel film precedente la voce era del doppiatore italiano Massimo Rossi.

### Edizioni home video
Il film è stato messo in commercio in DVD nel mercato negli Stati Uniti d'America il 13 novembre 2007, mentre nel mercato italiano il film è stato messo in vendita il 4 dicembre 2007. In entrambe le nazioni il film è stato reso disponibile in edizione disco singolo e doppio; negli stessi giorni è stata messa in vendita la versione del film in alta definizione HD DVD. Shrek terzo è stato il primo film d'animazione della Dreamworks a essere stato distribuito anche in alta definizione. Negli Stati Uniti d'America ad una sola settimana del lancio in commercio il DVD di Shrek terzo ha incassato circa 11000000 $ solo con la fase di noleggio, e in soli sette giorni è entrato nella top ten dei DVD più venduti del mese nelle classifiche home video americane.

## Accoglienza

### Incassi
Shrek terzo ha eguagliato negli incassi i suoi predecessori. È approdato il 18 maggio negli USA e in soli tre giorni di programmazione è arrivato a ricavare 122,5 milioni di dollari. Un record, tanto che il film d'animazione ha fatto perdere il 50% di incassi al rivale appena uscito nelle sale Spider-Man 3. Il primo giorno di debutto nelle sale negli USA, Shrek terzo ha incassato circa 33,7 milioni di dollari, nella terza settimana di programmazione il film ha raggiunto quota 283 000 000$.
La Dreamworks ha confermato che a fine giugno 2007 Shrek terzo è arrivato a incassare a livello internazionale circa 484 300 000$, classificandosi così al terzo posto dei film più visti nel 2007 superando 300 di Zack Snyder, ad agosto 2007 il film d'animazione ha raggiunto quota 738 800 000$ nel mondo, nonostante l'ottimo incasso lo stesso mese il film è sceso al quarto posto nella classifica dei film più visti del 2007 a beneficio di Harry Potter e l'Ordine della Fenice che nel mese di agosto ha superato gli 800 milioni di dollari incassati nel mondo. In Italia il terzo film d'animazione è stato subito record di incassi nella prima settimana di programmazione il film ha incassato un totale di 5 880 819€. A settembre 2007 ha raggiunto l'incasso internazionale di 773 300 000$, in Italia il film nella seconda settimana di programmazione ha raggiunto l'incasso di 7 825 032€.. Nella terza settimana di programmazione nelle sale italiane il film ha raggiunto quota 14 689 253€ incassati.
A dicembre 2007, la Dreamworks ha confermato che Shrek terzo ha incassato a livello internazionale circa 796 000 000$ classificandosi al quarto posto tra i film più visti nel 2007, negli USA il film ha incassato circa 322 719 944$, mentre nelle sale italiane 20 234 685€.

### Critica
Shrek terzo ha ottenuto recensioni a carattere misto dalla critica.
Su Rotten Tomatoes ha un indice di gradimento del 42% basato su 210 recensioni, con una valutazione media di 5,5 su 10. Il consenso critico del sito recita: "Shrek terzo è pieno di frecciatine alla cultura pop, ma a scapito del cuore, del fascino e dell'arguzia che hanno reso i primi due Shrek dei classici". Su Metacritic, il film ha un punteggio medio ponderato di 58 su 100, basato su 35 critici, indicando "recensioni contrastanti o nella media".
Alcuni critici erano confusi riguardo alla fascia demografica target del film. Carina Chocano del Los Angeles Times ha ritenuto che i temi sulla carriera e le ansie genitoriali, lo stile di vita delle celebrità, così come il suo umorismo, sarebbero stati al di sopra dei bambini. Tuttavia, ha anche trovato divertenti alcuni momenti: "Il sogno ansioso di Shrek di procreare è favolosamente surreale e la scena sul letto di morte di re Harold, con le sue smorfie e falsi allarmi, è pura commedia per bambini al suo meglio". David Ansen di NewsWeek ha scritto che "l'arguzia leggermente irriverente del film è rivolta quasi interamente ai genitori... questo non mi ha mai toccato il cuore o mi è entrato sotto la pelle. È un film in guerra con se stesso: un film per bambini che non vuole davvero esserlo."
The Times di Londra lo ha valutato 2 su 5.
A. O. Scott del New York Times ha descritto il film come "allo stesso tempo più energico e più rilassato [dei suoi predecessori], meno disperato nel dimostrare la sua intelligenza e quindi, in una certa misura, più intelligente".

## Riconoscimenti
- 2008 - Premio BAFTA
  - Nomination Miglior film d'animazione a Chris Miller
- 2008 - Saturn Award
  - Nomination Miglior film d'animazione
- 2008 - People's Choice Awards
  - Miglior film per la famiglia
- 2007 - Visual Effects Society
  - Nomination Miglior personaggio animato (Re Harold) a John Cleese, Guillaume Aretos, Tim Cheung e Sean Mahoney
  - Nomination Migliori effetti animati a Matt Baer, Greg Hart, Krzysztof Rost e Anthony Field
- 2008 - Annie Award
  - Nomination Miglior regia a Chris Miller e Raman Hui
- 2008 - Golden Trailer Awards
  - Miglior spot TV originale
  - Miglior poster di un film d'animazione/per la famiglia
  - Nomination Miglior film d'animazione/per la famiglia
- 2008 - Kids' Choice Awards
  - Miglior doppiaggio a Eddie Murphy
  - Nomination Miglior film d'animazione
  - Nomination Miglior doppiaggio a Cameron Diaz
  - Nomination Miglior doppiaggio a Mike Myers
- 2008 - Golden Reel Award
  - Nomination Miglior montaggio sonoro
- 2007 - National Movie Awards
  - Nomination Miglior film d'animazione

## Sequel
Nel 2010 è uscito il quarto capitolo della saga, Shrek e vissero felici e contenti (Shrek Forever After), che presenta Shrek alle prese con il nano Tremotino. Questi inganna l'orco, che finisce in una realtà alternativa dove lo stesso nano è re di Molto Molto Lontano e soggioga tutti gli amici di Shrek. Fiona, che non è sua moglie in quanto per tale sortilegio non si sono mai incontrati, guida una resistenza armata di orchi, nella speranza di sopraffare il nano malvagio. Per riportare tutto al suo posto occorrerà un bacio di vero amore tra Shrek e Fiona.
Nel 2011 è uscito Il gatto con gli stivali, uno spin-off con quest'ultimo come protagonista.
Nel 2022 è uscito Il gatto con gli stivali 2 - L'ultimo desiderio, sequel del primo spin-off.